# Pierre Bourson (résistant)
Ne doit pas être confondu avec Pierre Bourson (homme politique).
Pierre Bourson (10 février 1902-17 décembre 1944) fut un résistant français, militant de  Combat Zone Nord, mort en déportation.
En 1941,  il est membre du groupe de Compiègne.
- 3 mars 1942 : arrêté par la Feldgendarmerie, il est incarcéré à Fresnes.
- 18 septembre 1942 : déportation à la prison de  Sarrebruck, en vertu du décret Nacht und Nebel.
- 19 octobre 1943 : condamnation à quatre ans de travaux forcés par le 2e sénat du Volksgerichtshof.
- 8 novembre 1943 : transfert au bagne de Sonnenburg.
- 29 novembre 1944 : transfert au camp de Sachsenhausen.
- 17 décembre 1944 : Pierre Bourson  meurt d’épuisement au camp-usine Heinkel de Germendorf.